# 無学 鶴の間
『無学 鶴の間』（むがく つるのま）は、2022年5月2日からU-NEXTで配信されているトーク番組。笑福亭鶴瓶がシークレットゲストと漫才形式の立ちトークを展開する。
BS放送のBS11にて過去配信分の30分版が2024年9月18日から2025年2月20日まで放送され、1時間版が2024年10月8日から2025年3月18日まで放送された。

## 概要
- 笑福亭鶴瓶が大阪・帝塚山にある寄席「無学」で20年以上開催するトークライブ「無学の会」を番組化[1]。

- 番組の構成は2005年4月から日本テレビ系列で1年にわたり放送された深夜のバラエティ番組「鶴の間」の形式を復活させたもので、漫才のような自由な会話形式で進行する[2]。

- 「無学の会」と同様、ライブは寄席「無学」にて開催され、ゲストはライブ開始まで完全シークレット[1]。

- U-NEXTにて月一回、新作ライブを独占配信[注 4]。

- 番組開始から2024年5月まで生配信であったが[注 5]、2024年7月よりゲストを告知した収録分の配信に移行。

## 放送時間

### 過去の放送時間
BS11での放送時間
- 30分版（前編・後編）：毎週水曜・木曜 10:00 - 10:30（2024年9月18日 - 2025年2月20日）
- 1時間版：毎週火曜 18:00 - 18:54  （2024年10月8日 - 2025年3月18日）

## 出演者
- 笑福亭鶴瓶
- シークレットゲスト

## 無学 鶴の間fes.
2023年7月11日に番組配信1周年を記念して「笑福亭鶴瓶 無学 鶴の間fes.」と題したトークイベントが東京・有楽町朝日ホールで開催された。普段の会場、大阪の寄席小屋「無学」と比べて客席数が10倍以上の大規模な公演で、このイベントでは通常のライブとは異なり、天童よしみと藤井フミヤがゲスト出演することが事前告知されていた。当日はトークの他に天童と藤井がそれぞれの持ち歌を披露した。

## 配信/放送リスト
| 2022年 | 2022年         | 2022年         | 2022年               | 2022年         | 2022年                 | 2022年 |
| ♯      | 配信日         | 放送日         | 放送日               | ゲスト         | ゲスト                 | 備考   |
| ♯      | 配信日         | 1時間版        | 30分版               | 肩書           | ゲスト名               | 備考   |
| ------ | -------------- | -------------- | -------------------- | -------------- | ---------------------- | ------ |
| 1      | 2022年05月02日 | 2024年12月03日 | 2024年09月18日・19日 | 落語家         | 桂二葉                 |        |
| 2      | 06月04日       | 2024年12月10日 | 2024年09月25日・26日 | タレント       | 原田伸郎（あのねのね） |        |
| 3      | 07月02日       | 2024年12月17日 | 2024年10月02日・03日 | ミュージシャン | 峯田和伸（銀杏BOYZ）   |        |
| 4      | 08月06日       | 2024年12月24日 | 2024年10月09日・10日 | 俳優           | 江口のりこ             |        |
| 5      | 09月03日       | 2025年01月07日 | 2024年10月16日・17日 | 漫才師         | 錦鯉                   |        |
| 6      | 10月02日       | 2025年01月14日 | 2024年10月23日・24日 | 俳優           | 吉瀬美智子             |        |
| 7      | 11月05日       | 2025年01月21日 | 2024年10月30日・31日 | 作曲家         | キダ・タロー           |        |
| 8      | 12月10日       | -              | 2024年11月06日・07日 | 俳優           | 北村一輝               |        |

| 2023年 | 2023年         | 2023年         | 2023年               | 2023年               | 2023年                           | 2023年                                                            |
| ♯      | 配信日         | 放送日         | 放送日               | ゲスト               | ゲスト                           | 備考                                                              |
| ♯      | 配信日         | 1時間版        | 30分版               | 肩書                 | ゲスト名                         | 備考                                                              |
| ------ | -------------- | -------------- | -------------------- | -------------------- | -------------------------------- | ----------------------------------------------------------------- |
| 9      | 2023年01月14日 | -              | 2024年11月13日・14日 | フリーアナウンサー   | 有働由美子                       |                                                                   |
| 10     | 02月12日       | 2025年02月11日 | 2024年11月20日・21日 | ミュージシャン       | 上田正樹                         |                                                                   |
| 11     | 03月04日       | -              | -                    | 漫才師               | 紅しょうが                       |                                                                   |
| 12     | 04月09日       | 2025年02月18日 | 2024年11月27日・28日 | モデル・タレント     | 近藤千尋                         |                                                                   |
| 13     | 05月06日       | 2025年02月25日 | 2024年12月04日・05日 | 歌舞伎役者           | 坂東彌十郎                       |                                                                   |
| 14     | 06月10日       | 2025年03月04日 | 2024年12月11日・12日 | 落語家               | 柳亭小痴楽                       |                                                                   |
| 15     | 07月02日       | 2025年03月11日 | 2024年12月18日・19日 | 落語家               | 笑福亭晃瓶 笑福亭恭瓶 笑福亭笑助 | 笑福亭笑瓶の追善企画                                              |
| SP     | 08月14日       | -              | -                    | 歌手                 | 藤井フミヤ 天童よしみ            | 笑福亭鶴瓶 無学 鶴の間fes. 7月11日 東京・有楽町朝日ホールにて収録 |
| 16     | 09月06日       | 2025年03月18日 | 2024年12月25日・26日 | 脚本家               | 宮藤官九郎                       |                                                                   |
| 17     | 10月14日       | 2024年10月08日 | 2025年01月01日・02日 | お笑いタレント・俳優 | 飯尾和樹（ずん）                 |                                                                   |
| 18     | 11月04日       | 2024年10月15日 | 2025年01月08日・09日 | 俳優                 | 木村多江                         |                                                                   |
| 19     | 12月09日       | 2024年10月22日 | 2025年01月15日・16日 | 俳優・ケーナ奏者     | 田中健                           |                                                                   |

| 2024年 | 2024年         | 2024年               | 2024年               | 2024年                       | 2024年       | 2024年              |
| ♯      | 配信日         | 放送日               | 放送日               | ゲスト                       | ゲスト       | 備考                |
| ♯      | 配信日         | 1時間版              | 30分版               | 肩書                         | ゲスト名     | 備考                |
| ------ | -------------- | -------------------- | -------------------- | ---------------------------- | ------------ | ------------------- |
| 20     | 2024年01月20日 | -                    | -                    | コント師                     | サルゴリラ   |                     |
| 21     | 02月05日       | 2024年10月29日       | 2025年01月22日・23日 | 落語家                       | 桂宮治       |                     |
| 22     | 03月09日       | 2024年11月05日       | 2025年01月29日・30日 | 俳優                         | 松尾諭       |                     |
| 23     | 04月06日       | 2024年11月12日・19日 | 2025年02月12日・13日 | 俳優・気象予報士             | 石原良純     |                     |
| 24     | 05月04日       | -                    | 2025年02月05日・06日 | 漫才師                       | マシンガンズ |                     |
| 25     | 07月13日       | 2024年11月26日       | 2025年02月19日・20日 | お笑いタレント・コメディアン | 関根勤       | 6月1日収録分を配信  |
| 26     | 08月10日       | -                    | -                    | 司会者・タレント             | 浜村淳       | 7月21日収録分を配信 |
| 27     | 09月14日       | -                    | -                    | お笑い芸人                   | 街裏ぴんく   | 8月3日収録分を配信  |
| 28     | 10月12日       | -                    | -                    | 元プロ野球選手・野球評論家   | 槙原寛己     | 9月7日収録分を配信  |
| 29     | 11月09日       | -                    | -                    | お笑いコンビ                 | ロッチ       | 10月6日収録分を配信 |
| 30     | 12月14日       | -                    | -                    | お笑いコンビ                 | おぎやはぎ   | 11月2日収録分を配信 |

| 2025年 | 2025年         | 2025年               | 2025年                 | 2025年                    |
| ♯      | 配信日         | ゲスト               | ゲスト                 | 備考                      |
| ♯      | 配信日         | 肩書                 | ゲスト名               | 備考                      |
| ------ | -------------- | -------------------- | ---------------------- | ------------------------- |
| 31     | 2025年01月11日 | 歌手・タレント       | 島崎和歌子             | 2024年12月1日収録分を配信 |
| 32     | 02月08日       | お笑いタレント       | 日村勇紀               | 1月18日収録分を配信       |
| 33     | 03月08日       | タレント・俳優・歌手 | ファーストサマーウイカ | 2月15日収録分を配信       |
| 34     | 04月12日       | 俳優・演出家・劇作家 | 渡辺えり               | 3月20日収録分を配信       |
| 35     | 05月10日       | 俳優                 | 水川あさみ             | 4月5日収録分を配信        |

## スタッフ
- タイトル：twotwotwo（ににに）
- 配信PR：マッセネクスト
- プロデューサー：村井守
- 制作：K-max
- 製作著作：デンナーシステムズ